# Comarca andina del Paralelo 42
La Comarca andina del paralelo 42 es una micro-región en la parte argentina de la Patagonia andina. Se desarrolla en las provincias de Río Negro y de Chubut a ambos lados del paralelo 42 sur, que constituye el límite interprovincial.
La comarca involucra netamente a las localidades de El Bolsón, Lago Puelo, El Hoyo y Epuyén y sus áreas rurales cercanas. Estas constituyen un área de influencia cotidiana. Alrededor de esta, se desarrolla un área de influencia ocasional que incluye las localidades de El Maitén, Cholila y Ñorquincó y se extiende hasta el límite internacional con Chile.
La comarca destaca por su actividad turística, basada en la belleza de sus paisajes, protegidos por la legislación, como el Parque nacional Lago Puelo.

## Geografía física
La comarca se encuentra limitada por:
- el oeste: por el límite internacional con Chile. Aunque el paraje chileno Segundo Corral puede incluirse en ella.
- el este: por el borde de la ecorregión del bosque andino patagónico, aunque localidades Como Ñorquinco y El Maitén están fuera de él.
- el norte y el sur: por el área de influencia de las dos grandes ciudades andinas de la zona: San Carlos de Bariloche, por el norte y Esquel por el sur.

La comarca tiene una área total de 7550 km².

### Relieve
La comarca se ubica en la cordillera de los Andes, específicamente en su parte patagónica, al sur del continente. En la zona de Argentina y Chile, la cadena está orientada en la dirección norte-sur y, en el centro y norte de esos países, las grandes alturas constituyen un obstáculo a los vientos del oeste y marcan una clara divisoria de aguas. No obstante, los Andes patagónicos tienen una menor altura y están entrecortados por lagos, pasos y valles que permiten el ingreso de los vientos con aire húmedo del océano Pacífico y el desagüe de cuencas argentinas hacia dicho océano.
En la comarca, los picos más altos tienen entre 2000 y 2500 m s. n. m. Los picos más altos son: cerro Tres Picos (2492 m s. n. m.) en el borde sudoeste de la comarca, y el Aguja Sur (2298 m s. n. m.) al oeste de lago Puelo. También destaca el cerro Hielo Azul (2248 m s. n. m.) con en glaciar donde nace el río Azul al oeste de El Bolsón. Aunque el más conocido por su proximidad a El Bolsón es el cerro Piltriquitrón (2260 m s. n. m.) al este de dicha ciudad.
La actividad de los glaciares del pasado geológico han originado cuencas que han dado lugar a los actuales lagos Puelo, Epuyen, Escondido, etc y valles como el valle de El Bolsón por el que discurren los río Azul y Quemquemtreu o el del río Epuyén. Posteriormente los aluviones recientes han producido un relieve plano en estos valles que actualmente tienen altitudes entre 200 y 500 m s. n. m. y permiten las actividades humanas. La orientación de algunos de esto valles y lagos resulta característica de la comarca. En el resto de la Patagonia andina, muchos lagos y valles tienen orientación este-oeste. El valle de El Bolsón y el cuerpo principal del lago Puelo y, más al este, el río Chubut tienen orientación aproximadamente norte-sur. El valle y lago Epuyén, tienen tramos con direcciones noroeste-sudoeste y noreste-sudoeste. Esto afecta el régimen de vientos.

### Clima
El clima de la comarca es templado oceánico. Como casi todo el país, la comarca está ubicada en latitudes de climas templados. Y por la menor altitud de los valles poblados, estos tienen unas temperaturas medias un poco mayores que las grandes ciudades andinas cercanas. Los vientos del oeste que logran penetrar gracias a las características de la cordillera patagónica producen lluvias suficientes y abundantes con un máximo en invierno lo que asemeja el clima, especialmente en el este de la comarca, a los climas mediterráneos. Existe un marcado gradiente de precipitaciones en la dirección este-oeste. Son abundantes en el límite con Chile y escasas en el borde oriental de la comarca. Esta influencia oceánica también produce una amplitud térmica estacional reducida. Por la orientación norte-sur de los valles, perpendicular a los vientos predominantes del oeste, la comarca tiene velocidades media de vientos mucho menores que, por ejemplo, el entorno del lago Nahuel Huapi.

### Hidrografía
La característica hidrográfica de la comarca es la pertenencia de gran parte del área (especialmente del área de influencia cotidiana) a la vertiente del Pacífico, algo raro en Argentina debido a que el límite internacional, en general, sigue la divisoria de aguas. Como todos los ríos de la región, tienen doble crecida: una mayor en invierno coincidente con el aumento de luvias. Y una menor a fines de primavera coincidente con el deshielo. El estiaje tiene lugar a principios de otoño.

#### Cuenca del Puelo
Los ríos y lagos de la zona central y del norte de la comarca, pertenecen a la cuenca del río Puelo. Los afluentes argentinos más importantes son el lago Puelo y, al norte de la comarca, el río Manso.
Los ríos que desembocan en el lago Puelo son: por el norte: el Azul que también recibe aguas del río Quemquemtreu, que pasa por la ciudad de El Bolsón. Por el este, el río Epuyén, que recibe aguas del lago del mismo nombre, luego de completar un giro alrededor el cerro Pirque. Por el sur, los ríos Turbio que recibe a su vez las aguas de la laguna Esperanza.
Los afluentes más importantes del Manso son los ríos Foyel que recibe las aguas del lago Escondido y el Villegas. El Manso cruza la frontera en latitud 41°30′.
El efluente del lago Puelo es el río Puelo que cruza la frontera en latitud 42°6′ y luego de 1 kilómetro forma el lago Inferior ya en territorio chileno. El río Puelo desemboca en el  el estuario del Reloncaví en el océano Pacífico.

#### Otras cuencas
Las otras cuencas que se desarrollan en la comarca son marginales y ocupan áreas de influencia ocasional.
En la zona sur de la comarca, destacan los lagos Cholila, Lezama y Pellegrini que a su vez desaguan en lago Rivadavia. Todos estos lagos y sus ríos pertenecen a la cuenca del río Futaleufú que cruza la frontera y desemboca en el lago Yelcho el que a vez desagua en el Pacífico.
En la zona este, destaca el río Chubut, que pertenece a la vertiente del océano Atlántico

### Ecorregión
La comarca está incluida en la ecorregión del bosque andino patagónico cuyas características cambian del este al oeste acompañando el incremento de las luvias. En la zona más lluviosa, cerca del límite con Chile, se desarrolla la selva valdiviana y a este, la estepa patagónica. Existen diversas áreas protegidas nacionales, provinciales y municipales.

## Organización territorial
La comarca se desarrolla principalmente en los departamentos Bariloche en el sudoeste de la provincia de Río Negro y Cushamen, en el noroeste de la provincia de Chubut. A su vez también se divide en los ejidos municipales de 7 municipios. Finalmente en la comarca hay localidades con estatus menor como comisiones de fomento.
| Mapa interactivo de la zona central de la comarca. |

La tabla siguiente muestra estas unidades de gobierno, otras localidades y parajes incluidas en ellas y el tipo de área en la que se ubican según Bondel.
| Prov. - Departamento | Nombre     | Tipo                | Localidades y parajes incluidos                   | Área de influencia |
| -------------------- | ---------- | ------------------- | ------------------------------------------------- | ------------------ |
| RN - Bariloche       | El Bolsón  | Municipio           | Mallín Ahogado, Los Repollos y Cuesta del Ternero | cotidiana          |
| RN - Ñorquincó       | Ñorquincó  | Municipio           |                                                   | ocasional          |
| RN - Bariloche       | El Manso   | Comisión de fomento | El Foyel y Río Villegas                           | cotidiana          |
| Ch - Cushamen        | Lago Puelo | Municipio           | Las Golondrinas, Entre Ríos y Cerro Radal         | cotidiana          |
| Ch - Cushamen        | El Hoyo    | Municipio           | Puerto Patriada                                   | cotidiana          |
| Ch - Cushamen        | Epuyén     | Municipio           | Lago Epuyén                                       | cotidiana          |
| Ch - Cushamen        | El Maitén  | Municipio           | Buenos Aires Chico                                | ocasional          |
| Ch - Cushamen        | Cholila    | Municipio           | Villa Lago Rivadavia                              | ocasional          |
| Ch - Cuchamen        | Leleque    |                     |                                                   | ocasional          |

## Población

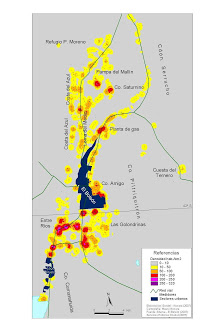
Mapa de densidad de población del eje El Bolsón - Lago Puelo y sus áreas rurales.

El cuadro siguiente muestra la población de los municipios (incluyendo la localidad principal, localidades menores y población rural dispersa), comisiones de fomento y localidades rurales.
|-
! Nombre!!Población (hab)
|-
| El Bolsón||align="right"|40 000
|-
|Ñorquincó||align="right"|565
|-
|El Manso||align="right"|230
|-
| Lago Puelo||align="right"|9 000
|-
| El Hoyo||align="right"|5 000
|-
| Epuyén ||align="right"|3 000
|-
|El Maitén||align="right"|8 000
|-
| Cholila ||align="right"|4 500
|-
|Leleque||align="right"|350
|-
|Total||align="right"|70 645
|}
Tanto las actividades cotidianas como el circuito laboral y comercial de los habitantes en todas estas localidades, están frecuentemente interrelacionadas entre sí - principalmente por la Ruta 40 -, y en algunos casos de manera muy estrecha entre diversos parajes, tal el caso de Mallín Ahogado, El Bolsón, Las Golondrinas, El Hoyo, Cerro Radal, Paraje Entre Ríos y Lago Puelo.
Como podemos apreciar, dentro de un área pequeña de 605200 hectáreas de la cual habitamos apenas el 25 %, que son precisamente sus valles bajos ya que el resto se trata de elevadas cordilleras, ocurren diversidad de incumbencias y competencias superpuestas que desembocan en que no sea posible encontrar un Criterio Rector Integrador para la gestión de sus recursos naturales y el control de la actividad humana, lo que desemboca en la Acelerada Incontenible Tendencia Urbanizante - AITU.
Es la primera región de Argentina donde se ha iniciado un debate para discutir su Proceso de Transición ante el inminente gran cambio de paradigma generado por el declive de las energías fósiles que se está produciendo en todo el mundo.